# London-Marathon 2008
| 28. London-Marathon    | 28. London-Marathon            |
| ---------------------- | ------------------------------ |
| Stadt                  | London, Vereinigtes Königreich |
| Datum                  | 13. April 2008                 |
| Distanz                | 42,195 Kilometer               |
| Sieger                 |                                |
| Männer                 | Martin Kiptoo Lel (2:05:15 h)  |
| Frauen                 | Irina Mikitenko (2:24:14 h)    |
| ← London-Marathon 2007 | London-Marathon 2009 →         |
| Website                | Offizielle Website             |

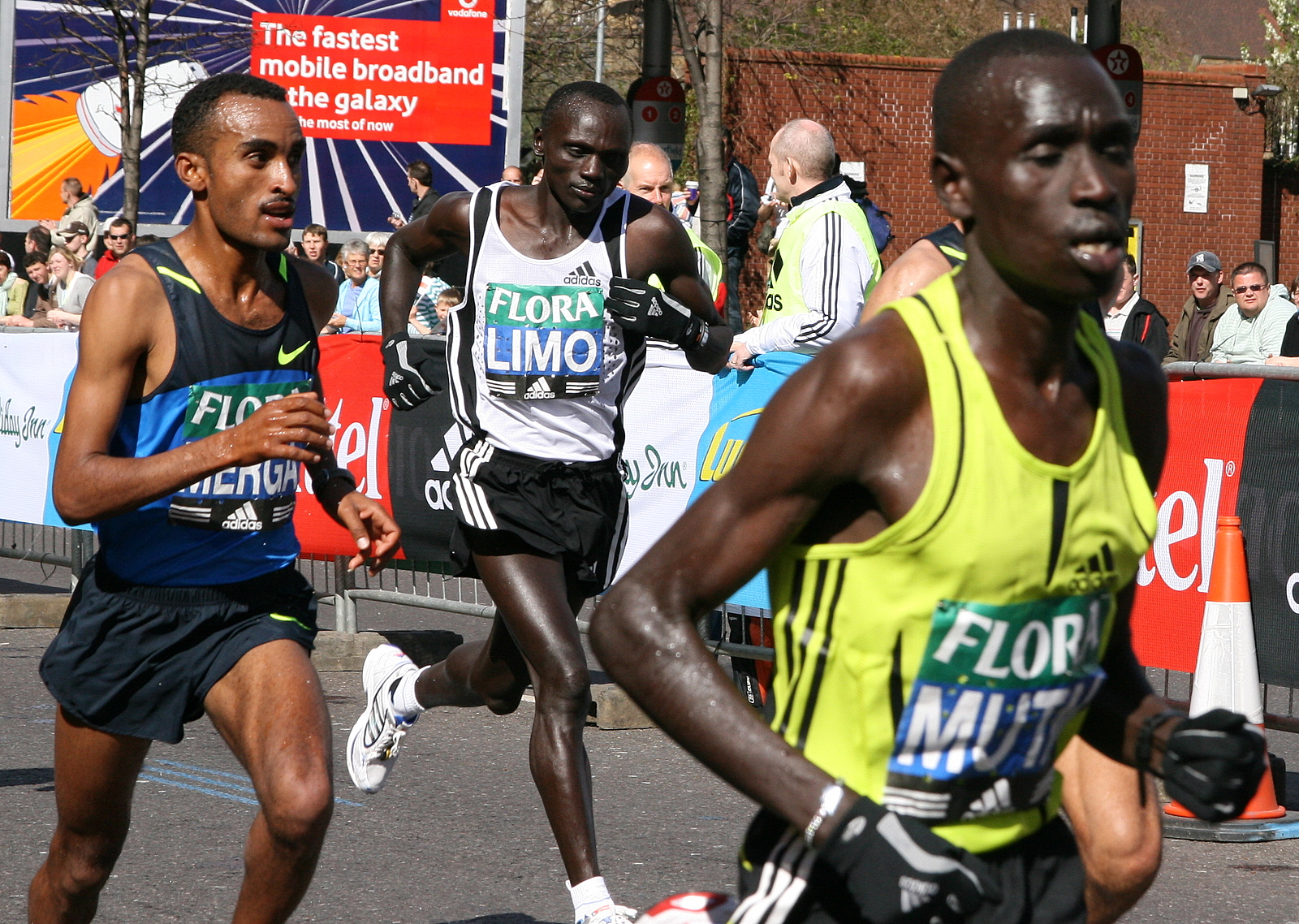
Deriba Merga, Felix Limo und Emmanuel Kipchirchir Mutai 2008

Der London-Marathon 2008 war die 28. Ausgabe der jährlich stattfindenden Laufveranstaltung in London, Vereinigtes Königreich. Der Marathon fand am 13. April 2008 statt und war der erste World Marathon Majors des Jahres.
Bei den Männern gewann Martin Kiptoo Lel in 2:05:15 h und bei den Frauen Irina Mikitenko in 2:24:14 h.

## Ergebnisse

### Männer
| Platz | Athlet                     | Land               | Zeit (h) |
| ----- | -------------------------- | ------------------ | -------- |
| 01    | Martin Kiptoo Lel          | Kenia              | 2:05:15  |
| 02    | Samuel Kamau Wanjiru       | Kenia              | 2:05:24  |
| 03    | Abderrahim Goumri          | Marokko            | 2:05:30  |
| 04    | Emmanuel Kipchirchir Mutai | Kenia              | 2:06:13  |
| 05    | Ryan Hall                  | Vereinigte Staaten | 2:06:17  |
| 06    | Deriba Merga               | Äthiopien          | 2:06:38  |
| 07    | Yonas Kifle                | Eritrea            | 2:08:51  |
| 08    | Felix Limo                 | Kenia              | 2:10:34  |
| 09    | Alexei Sokolow             | Russland           | 2:11:41  |
| 10    | Hendrick Ramaala           | Südafrika          | 2:11:44  |

### Frauen
| Platz | Athletin            | Land                   | Zeit (h) |
| ----- | ------------------- | ---------------------- | -------- |
| 01    | Irina Mikitenko     | Deutschland            | 2:24:14  |
| 02    | Swetlana Sacharowa  | Russland               | 2:24:39  |
| 03    | Gete Wami           | Äthiopien              | 2:25:37  |
| 04    | Salina Jebet Kosgei | Kenia                  | 2:26:30  |
| 05    | Ljudmila Petrowa    | Russland               | 2:26:45  |
| 06    | Souad Aït Salem     | Algerien               | 2:27:41  |
| 07    | Berhane Adere       | Äthiopien              | 2:27:42  |
| 08    | Constantina Diță    | Rumänien               | 2:27:45  |
| 09    | Liz Yelling         | Vereinigtes Königreich | 2:28:33  |
| 10    | Adriana Pirtea      | Rumänien               | 2:28:52  |